# Elspe
Elspe is met ruim 2.800 inwoners de op drie na grootste plaats in de gemeente Lennestadt, in het Sauerland, in de Duitse deelstaat Noordrijn-Westfalen. Het dorp ligt op circa 269 meter boven zeeniveau.

## Ligging, infrastructuur

Plaatsen in de gemeente Lennestadt

Het langgerekte, aan de Bundesstraße 55 gelegen plaatsje Elspe ligt in het noorden van de gemeente Lennestadt, in het dal van de Elspe of Elspebach, een kleine zijbeek van de Lenne en 3 à 4 kilometer ten oosten van Grevenbrück, een verkeersknooppunt in de gemeente. Twee kilometer ten oosten van Elspe ligt aan dezelfde beek het (op 30 juni 2020) 766 inwoners tellende Oberelspe. Door het Lennedal en ook door Grevenbrück loopt de Bundesstraße 236 van Schwerte naar o.a. het wintersportoord Winterberg.  
Grevenbrück is de dichtstbijzijnde plaats met een spoorwegaansluiting. Het heeft een stoptreinstation aan de spoorlijn Hagen - Haiger of Ruhr-Sieg-Strecke. Van daar is Elspe per bus bereikbaar. De lijn Grevenbrück- Elspe -Oedingen - Eslohe v.v. rijdt op werkdagen overdag ieder uur, in de weekends iedere twee uur.

## Economie
- Toeristisch belangrijk zijn de evenementen die regelmatig in de Elspe-festivalarena worden gehouden.
- Zoals ook elders in het Sauerland, is het wandel-, langlauf- en in mindere mate het mountainbike- en fietstoerisme economisch belangrijk voor deze plaats.
- Het dorp kent enig midden- en kleinbedrijf van lokaal en regionaal belang.

## Geschiedenis

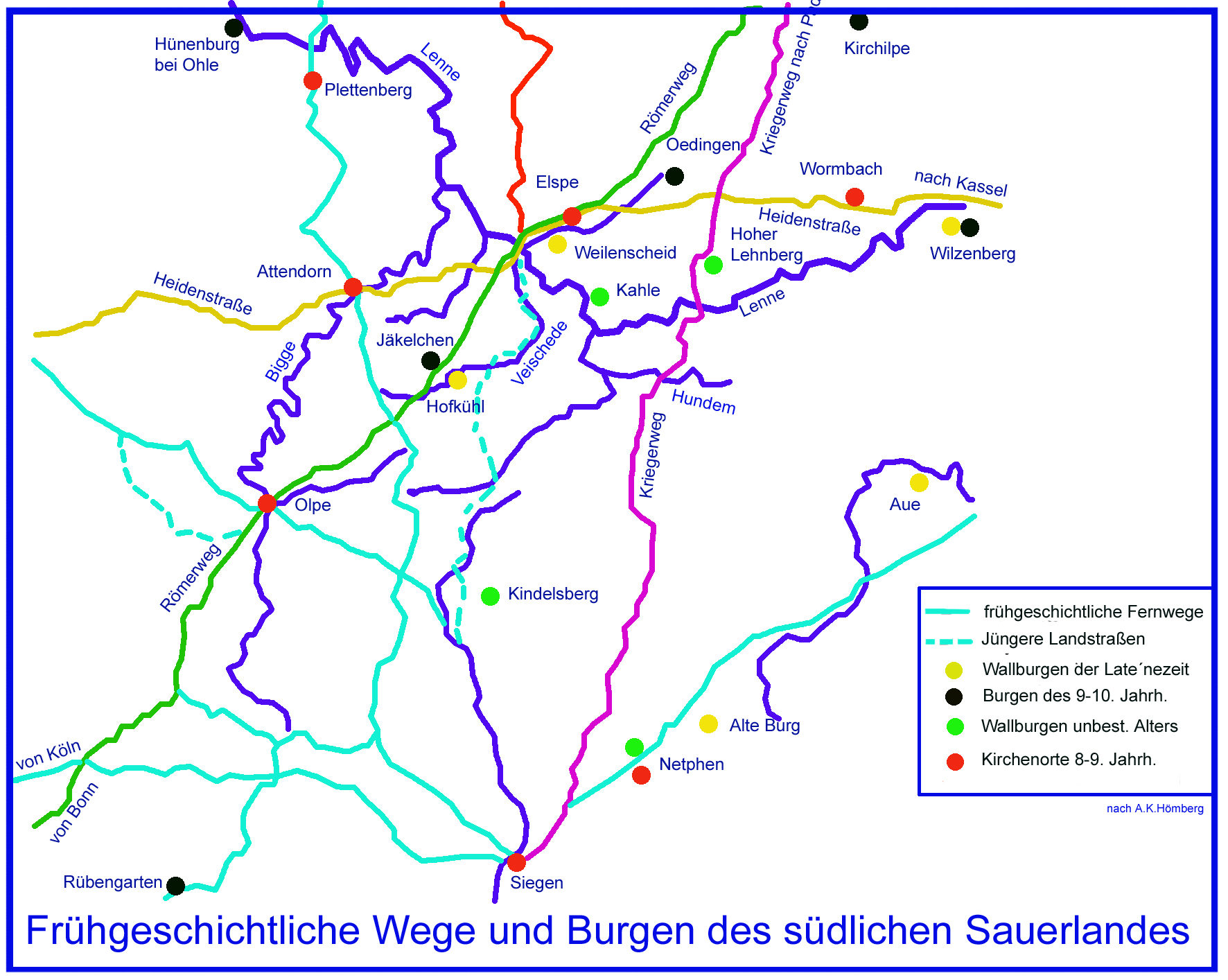
Wegen, walburgen e.d. in het Sauerland van vóór het jaar 1000

Elspe is reeds zeer oud. Walburgen in deze streek dateren reeds uit de 2e eeuw v.Chr. en zijn mogelijk afkomstig van dragers van de La Tènecultuur. Bij de walburg op de berg Weilenscheid zijn door archeologisch onderzoek sterke aanwijzingen hiervoor gevonden. 
Vermoedelijk bestond het dorp reeds in de 9e eeuw. Het lag aan een oude handelsweg, Heidenstraße genaamd; mogelijk heette deze route van Keulen via Kassel naar Leipzig zo, omdat in de 8e t/m de 10e eeuw christelijke zendelingen  langs deze route oostwaarts trokken om de Saksische heidenen te bekeren. Wellicht bezat Keizer Otto III hier rond het jaar 1000 een palts of koningshoeve. In de middeleeuwen regeerde hier in een niet meer bestaand kasteel het (na ca. 1600 uitgestorven) geslacht der baronnen Vo(i)gt von Elspe. Deze heren waren vazallen van het Prinsbisdom Keulen.
In 1805 werd het, nog geheel uit houten en lemen huizen met rieten daken bestaande, dorp Elspe door brand voor het grootste deel verwoest. Het werd daarna herbouwd als wegdorp langs de beek en de hoofdweg.
Op 1 juli 1969 vond een gemeentelijke herindeling plaats, waardoor Elspe deel van de op die datum ontstane gemeente Lennestadt deel ging uitmaken.

## Bezienswaardigheden, toeristische attracties
- Belangrijk is het in 1958 geopende 12 hectare grote Elspe Festival -terrein, ook wel Elspe-Festival-Arena genaamd. Dit is een der belangrijkste locaties van Karl May Festspiele van Duitsland. De meeste evenementen op deze locatie, zoals de Dinner Shows,  zijn daaraan gerelateerd. De op een tentdak gelijkende dakconstructie is een "vast" gebouw en is een nabootsing van het dak van het Olympisch Stadion te München. Op het gedeeltelijk overdekte terrein zijn enige restaurants aanwezig, waaronder de Western Saloon, een nauwkeurige kopie van een saloon uit het "echte Wilde Westen", en wel uit Bisbee (Arizona). Van 1995 tot en met 2023[1] trokken de Karl-May-Festspiele en daarmee samenhangende evenementen te Elspe gemiddeld circa 200.000 toeschouwers per jaar.
- Het natuurschoon van het Sauerland trekt veel toeristen, die er komen wandelen, fietsen en in de winter langlaufen. Op de ten zuidwesten van het dorp gelegen berg Weilenscheidt staat een naar de oude ringwal genoemde houten uitzichttoren.
- De rooms-katholieke Jacobus-de-Meerdere-kerk in Elspe is ten dele romaans en dateert uit de 12e eeuw. In 1882 begon een langdurige en zeer ingrijpende verbouwing en uitbreiding van het godshuis. Ter plaatse biedt een informatiepaneel vóór de kerk meer informatie over de ingewikkelde bouwgeschiedenis van het kerkgebouw.  In het interieur bevindt zich een oud crucifix, het mirakelkruis van Elspe, waarvan het corpus uit de late 10e eeuw en het kruis uit de late 12e eeuw dateert. Volgens oude plaatselijke legenden is dit crucifix wonderdadig.

## Afbeeldingen

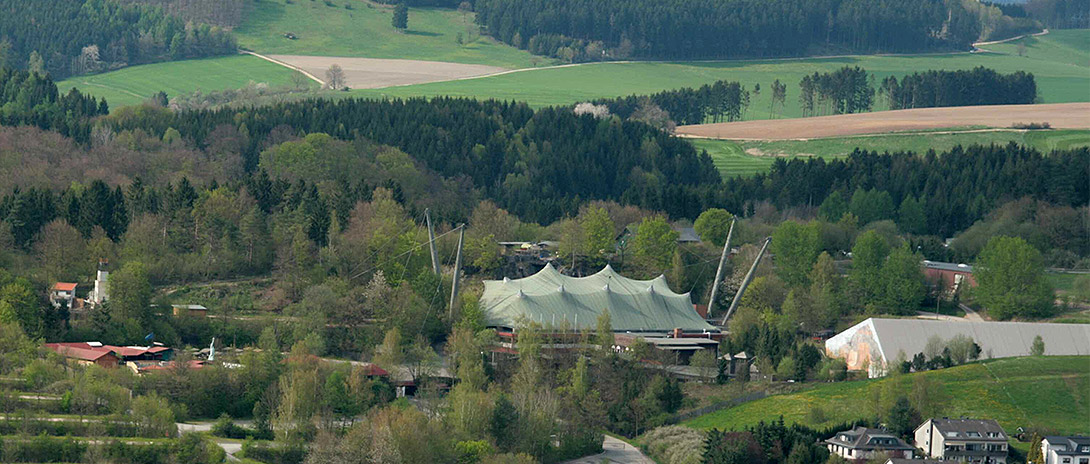
Elspe, festivalterrein
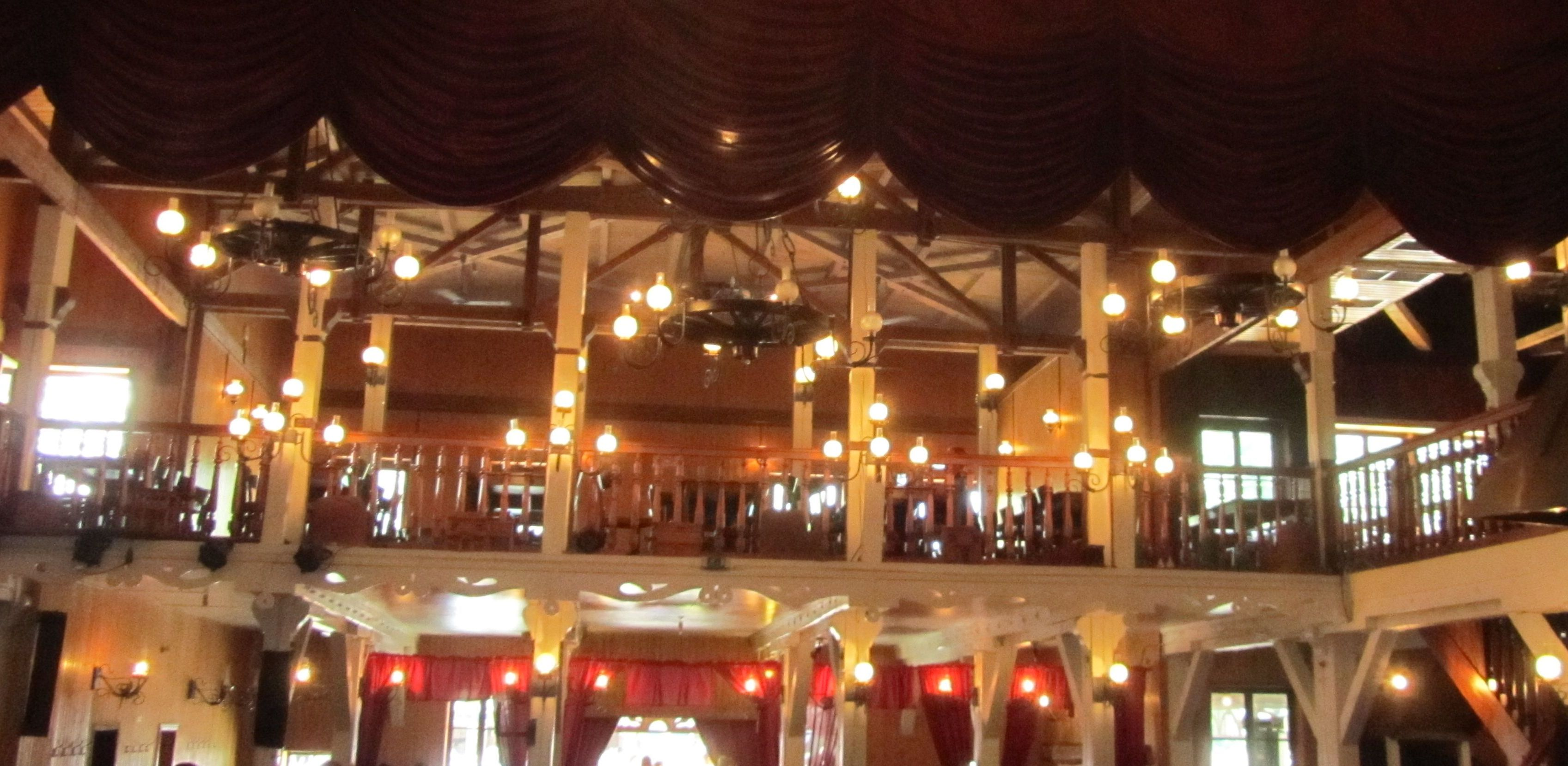
De Western Saloon op dit terrein
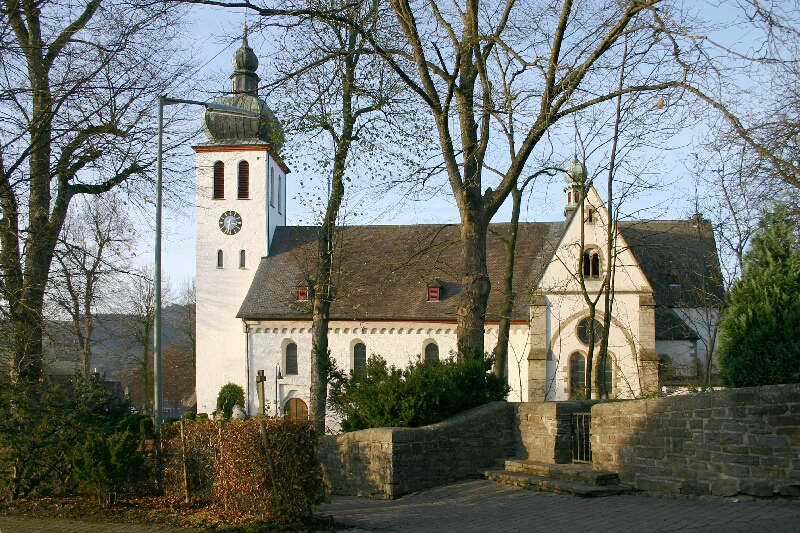
Rooms-katholieke Jacobus-de-Meerdere-kerk, Elspe
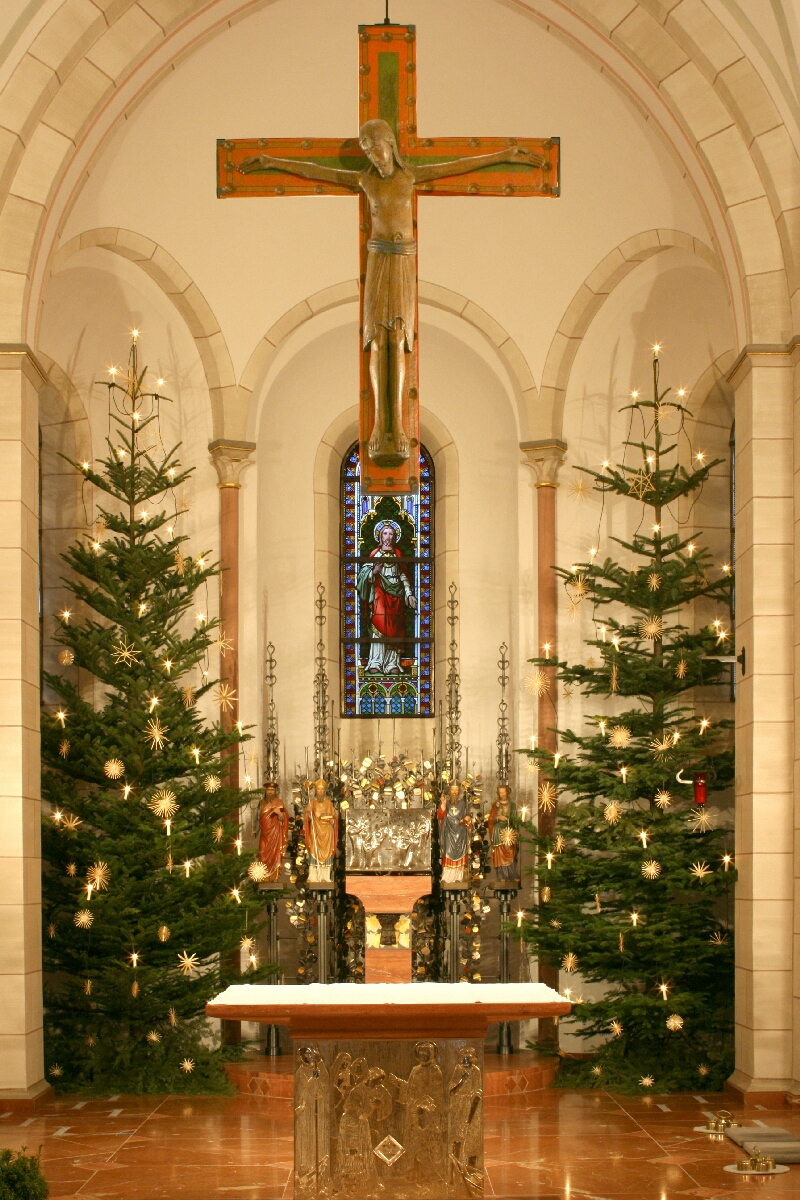
Het mirakelkruis van Elspe
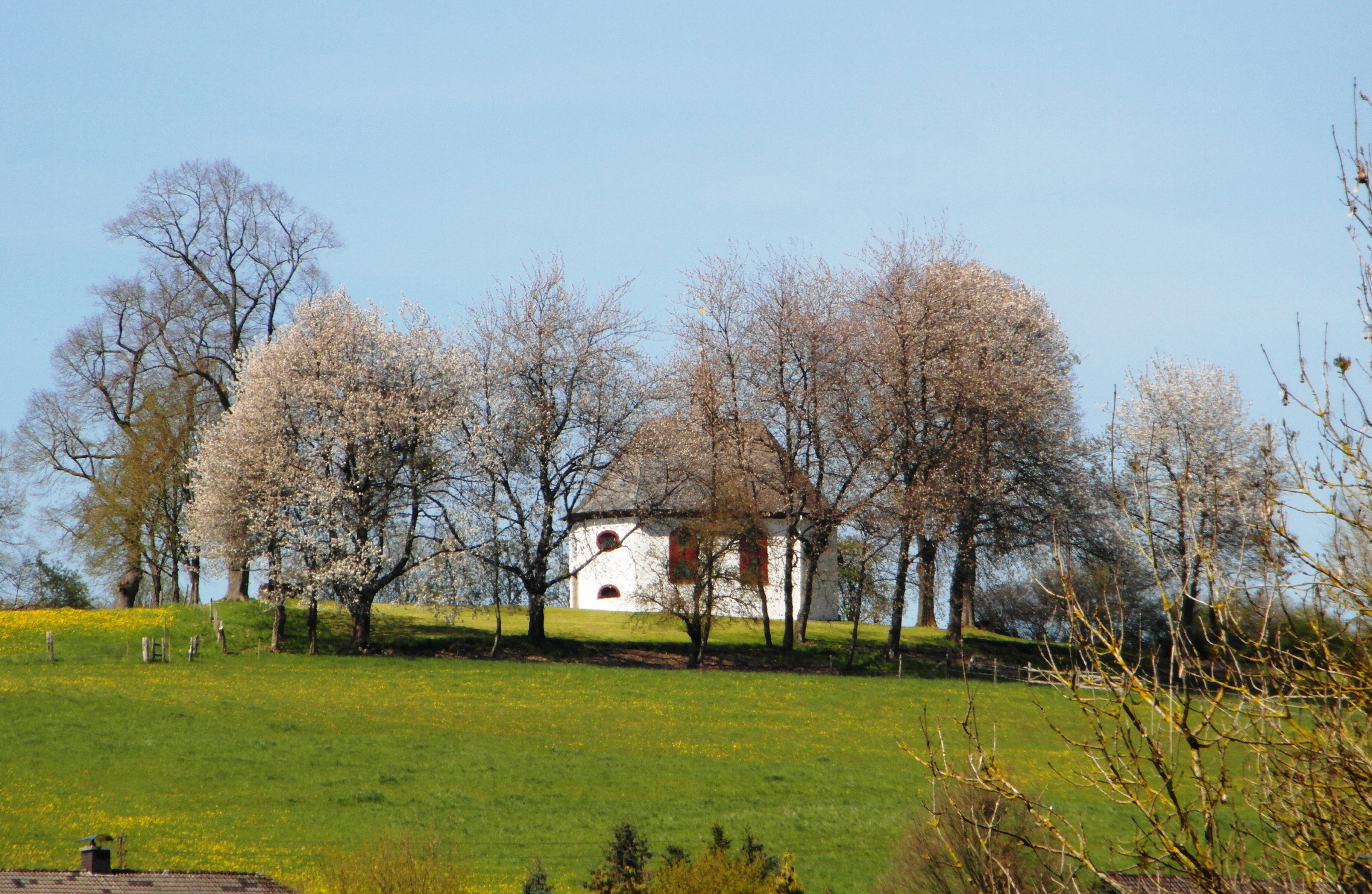
St. Vituskapel (1731), Elspe
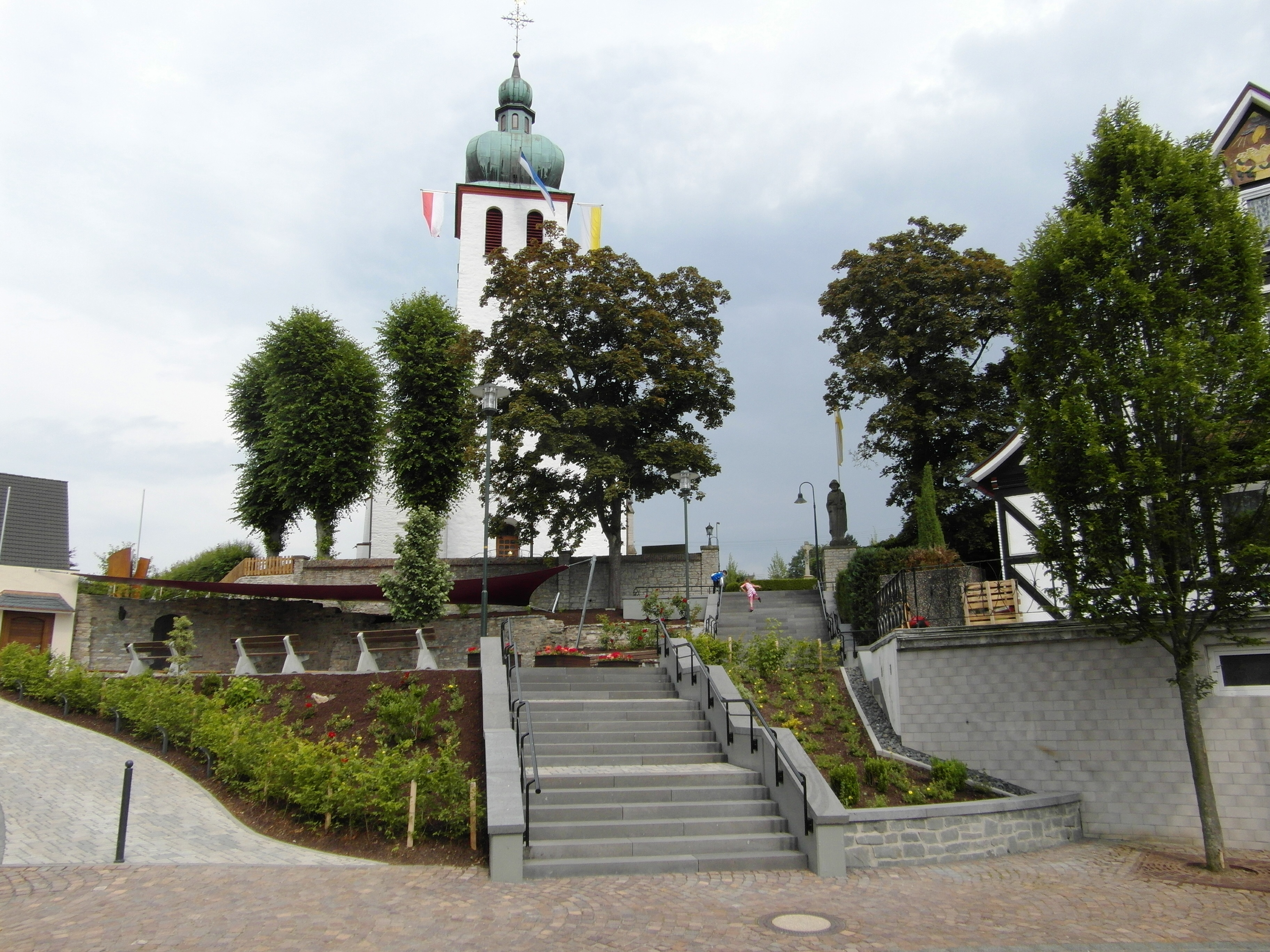
Het in 2014 heringerichte dorpsplein Gellestatt
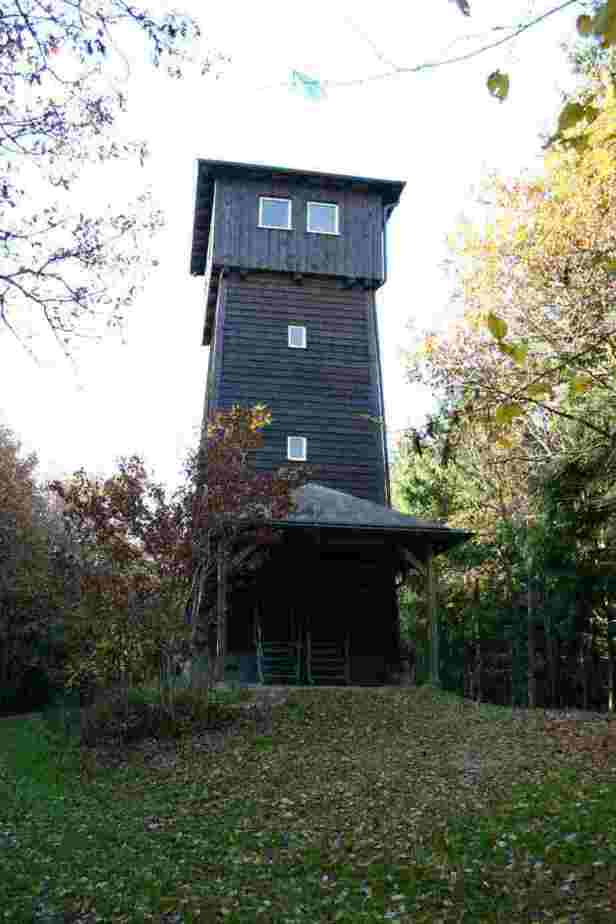
Walburgtoren (Wallburgturm) op de berg Weilenscheid
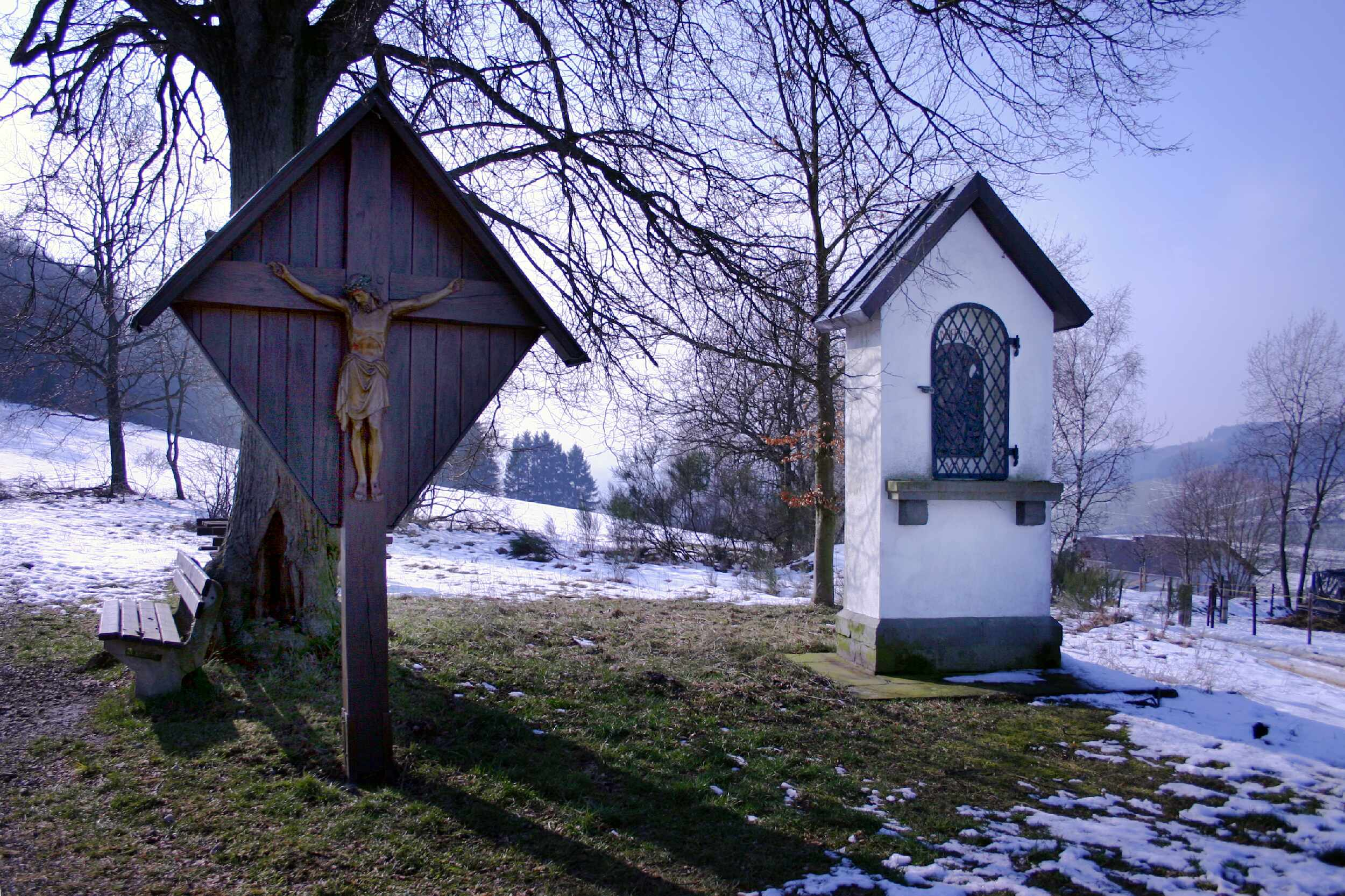
Twee wegkruisen bij de Lausebuche

## Niet te verwarren met
Een kleine beek en een voormalig gehucht in de gemeente Lüdenscheid ter hoogte van de bekende Schnappe-fabriek heet ook Elspe.

## Geboren in Elspe
- Helmert Woudenberg (1945-2023), acteur, toneelregisseur en schrijver